# 間宮鉄二郎
間宮 鉄二郎（まみや てつじろう、天保2年（1831年） - 明治24年（1891年））は、幕末の幕臣（新規旗本）。諱は孝順。間宮林蔵の跡目を相続した。

## 生涯
浅草の蔵手代青柳繁右衛門の次男として生まれる。天保15年（1844年）3月、林蔵の跡を相続し、間宮孝順と名乗り普請役に任ぜられた。安政2年（1855年）樺太を巡察し、文久元年（1861年）箱館奉行支配調役、慶応3年（1867年）には広敷番頭となった。維新の後には明治新政府に出仕した。 